# Stari Grad v Podbočju
Stari Grad v Podbočju este o localitate din comuna Krško, Slovenia, cu o populație de 6 locuitori.